# Сапанов
Сапанов (укр. Сапанів) — село в Кременецкой городской общине Кременецкого района Тернопольской области Украины.
Код КОАТУУ — 6123487101. Население по переписи 2001 года составляло 1656 человек. По данным 2025 года - 1315 человек.

## Географическое положение
Село Сапанов находится на левом берегу реки Иква,
выше по течению примыкает село Иква,
ниже по течению на расстоянии в 1,5 км расположено село Сапановчик,
на противоположном берегу — город Кременец и село Великие Млыновцы.

## История
- 1545 год — дата основания.

## Объекты социальной сферы
- Школа.
- Дом культуры.
- Фельдшерско-акушерский пункт.

## Достопримечательности
- Братская могила советских воинов.